# Abuso policial de trabajadoras sexuales en los Estados Unidos
El abuso policial a prostitutas puede ocurrir de una o más formas. La brutalidad policial se refiere al uso intencional de fuerza excesiva por parte de un oficial del cuerpo, bien física, verbal o psicológica. La corrupción policial es una forma de mala conducta en la que un agente, o cargo superior, obtiene beneficios económicos y/o avances profesionales a cambio de no avanzar y proceder a una investigación o arresto. La mala conducta policial refiere a acciones inapropiadas tomadas por estos agentes en relación con sus deberes oficiales. Las trabajadoras sexuales, en particular aquellas con bajos ingresos económicos, y aquellas que han sido manipuladas, coaccionadas u obligadas a realizar actividades sexuales, corren el riesgo de verse obligadas o forzadas de otro modo a proporcionar servicios sexuales gratuitos a los agentes por miedo a ser lastimadas o arrestadas. Algunas trabajadoras sexuales han informado que se han encontrado con agentes de policía que las han agredido físicamente sin evidencia de un delito y sin hacer un arresto.
Se han realizado estudios para examinar el alcance y la frecuencia del abuso experimentado por las trabajadoras sexuales en los Estados Unidos. Steven D. Levitt y Sudhir Alladi Venkatesh han notado que ha habido dificultades para obtener datos confiables debido a que la prostitución es en gran medida ilegal en los Estados Unidos, lo que hace que las fuentes de datos estándar no sean informativas. e han planteado preocupaciones sobre la salud y los derechos de las trabajadoras sexuales y el papel que tiene la policía para mejorarlos o empeorarlos mediante la utilización de la ley de prostitución, y algunos críticos afirman que en áreas como Washington D. C., las leyes son efectivas, ya que "legitiman el comportamiento inconstitucional de la policía que había existido durante mucho tiempo en el Distrito".
El abuso policial puede tener consecuencias duraderas. Las trabajadoras sexuales que se ven obligadas a mudarse a otra área pueden terminar en zonas donde se sienten menos seguras, y ha habido informes de interrupciones en las rutinas de medicamentos y horarios médicos debido a los arrestos. Organizaciones como Human Rights Watch han afirmado que el abuso policial en países como Estados Unidos ha hecho que las trabajadoras sexuales desconfíen de los agentes, disuadiéndolas de denunciar los ataques de los clientes, y son una de las principales fuentes de violencia. Algunas trabajadoras han informado también que ven el sistema legal como inútil, ya que sienten que no les proporciona acceso a recursos, sino que las presiona para aceptar declaraciones de culpabilidad incluso cuando son inocentes, y el proceso de arresto y juicio es humillante.

## Prostitución callejera
Las trabajadoras sexuales pueden dedicarse a la prostitución callejera por una multitud de razones; una de las razones más intrínsecas es como herramienta de supervivencia contra la pobreza. Las feministas socialistas han citado "procesos capitalistas opresivos por los que las mujeres entran en la prostitución callejera". Algunas comunidades son más vulnerables a la prostitución. En los Estados Unidos hay muchas prostitutas callejeras que son afroamericanas o pertenecen a otro grupo étnico; pueden estar sin educación y empobrecidas debido a la inequidad y la falta de recursos debido a factores como la raza y la clase. Las feministas radicales han argumentado que la marginación de las mujeres pobres de color ha hecho que sea más probable que sean llevadas a la prostitución. Algunos críticos han afirmado que los agentes de policía han deshumanizado a las trabajadoras sexuales, mientras que Amnistía Internacional ha señalado que, en el pasado, los agentes de policía de Los Ángeles (California) marcarían los casos relacionados con trabajadoras sexuales, especialmente trabajadoras sexuales negras, como NHI - "Ningún humano involucrado". En Nueva York, un oficial de policía puede arrestar a una presunta prostituta que sea sorprendida portando un condón por solicitar sexo.
La académica Jacquelyn Monroe ha señalado que las leyes de prostitución se aplican de manera desigual y que las trabajadoras sexuales que se dedican a ejercerla de manera callejera tienen más riesgo de ser arrestadas, mientras que aquellos que pagan por dichos servicios (clientes) no. La investigación también ha indicado que existe un estigma sexual llamado "estigma de prostituta" asociado a la prostitución callejera que refuerza las jerarquías y deshumaniza a las prostitutas callejeras y que el acoso es generalizado. Las trabajadoras sexuales han informado que "han experimentado degradación verbal, maldiciones, insultos y difamaciones raciales por parte de la policía" y han sido acosadas cuando participan en actividades no delictivas. También han informado que se muestran reacios a denunciar delitos en su contra, como una violación, ya que afirman que existe el riesgo de que sean ignorados o reciban castigos como multas, encarcelamiento o deportación.

## Despenalización del trabajo sexual
Algunas organizaciones internacionales de salud pública y derechos humanos han impulsado la despenalización del trabajo sexual, afirmando que permitiría a las trabajadoras sexuales trabajar en condiciones seguras y al mismo tiempo mejoraría el acceso a los sistemas legales y de salud. Los defensores también han argumentado que puede contribuir a reducir el estigma, la discriminación y la marginación que conlleva ser una trabajadora sexual, así como a frenar el abuso experimentado por los agentes de policía. También existe la preocupación de que la criminalización continua hace que sea más difícil para las trabajadoras sexuales escapar de la industria, ya que múltiples multas, encarcelamientos y antecedentes penales dificultan la búsqueda de empleo y recursos legales, lo que deja a la trabajadora con pocas otras vías para hacer dinero. Organizaciones como Global Health Justice Partnership y Sex Workers Outreach Project han realizado investigaciones para comprender cómo la criminalización de la prostitución afecta las vidas de las trabajadoras sexuales.
La preocupación por la despenalización es que esto no eliminaría de inmediato el estigma del trabajo sexual o la violencia, el uso de sustancias o la marginación económica que pueden caracterizar la vida de las trabajadoras sexuales. Jennifer Toller Erausquin ha señalado que el gobierno debe hacer un esfuerzo concentrado para despenalizar el trabajo sexual y cambiar las prácticas policiales en lo que respecta a las trabajadoras sexuales, ya que la policía tiene la responsabilidad de garantizar la seguridad pública, incluida la seguridad de las trabajadoras sexuales. Ine Vanwesenbeeck ha señalado que, para despenalizar el trabajo sexual, el gobierno y la sociedad deben reconocer que el trabajo sexual está englobado dentro de la esfera laboral. Sostiene que esto empoderaría a las trabajadoras sexuales al reducir el estigma y la violencia que experimentan y que, dado que otros países han introducido regímenes de legislación parcial, esto se puede hacer en países como Estados Unidos.

## Casos destacados de violencia

### Daniel Holtzclaw
El 18 de junio de 2014, el oficial de la ciudad de Oklahoma, Daniel Holtzclaw, detuvo a una mujer de 57 años y la obligó a practicarle sexo oral. La mujer, que no tenía antecedentes, presentó un informe policial al día siguiente y, en la investigación que se produjo, Holtzclaw fue acusado de 36 cargos de delitos de abuso sexual, incluida violación en primer y segundo grado, agresión sexual, proxenetismo, acoso y agresión sexual, así como sodomía oral forzada. Fue llevado a juicio y condenado por 18 de los 36 cargos y sentenciado a 236 años de prisión. Durante el juicio, los fiscales declararon que Holtzclaw se dirigía a mujeres de comunidades pobres que tenían antecedentes de drogas o prostitución, ya que asumió que era poco probable que presentaran una denuncia.

### Celeste Guap
En 2017, el Ayuntamiento de Oakland acordó pagar un acuerdo de casi un millón de dólares a Celeste Guap, una ex prostituta menor de edad. Guap declaró que había sido explotada y agredida sexualmente por aproximadamente dos docenas de oficiales de los departamentos de Oakland, Richmond, Livermore y Contra Costa, que incluían encuentros antes de que alcanzara la edad legal de consentimiento. Guap expresó además su falta de voluntad para testificar debido a temores por su propia seguridad, ya que todavía reside en el Área de la Bahía de San Francisco donde se cometieron los crímenes.